# Udurlije
Udurlije är ett samhälle i Bosnien och Hercegovina.   Det ligger i entiteten Federationen Bosnien och Hercegovina, i den centrala delen av landet, 80 km väster om huvudstaden Sarajevo. Udurlije ligger 626 meter över havet och antalet invånare är 387.
Terrängen runt Udurlije är kuperad. Närmaste större samhälle är Bugojno, 3,7 km sydost om Udurlije. 
Omgivningarna runt Udurlije är en mosaik av jordbruksmark och naturlig växtlighet. Runt Udurlije är det ganska tätbefolkat, med 93 invånare per kvadratkilometer.